# Sumbel

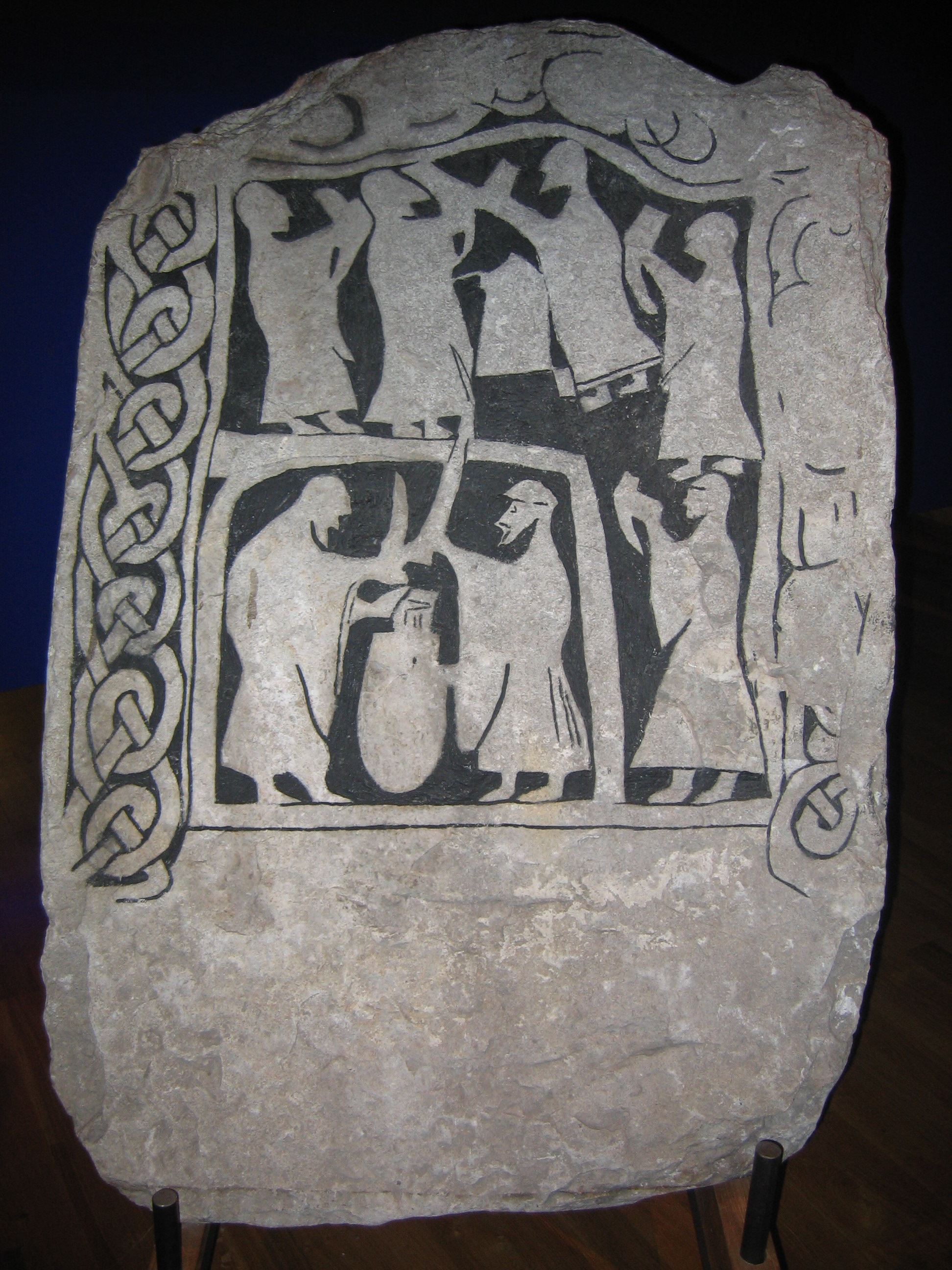
Scen från en fest på en bildsten från Gotland

Sumbel (fornnordiska: sumbl, anglosaxiska: symbel, fornsaxiska: symbal) är en germansk term för "fest, bankett". Ordets förled är nog rotkognat med sam som i ”samman, samla” med mera men efterledet är oklart, möjligen samma rot som öl enligt Paul C. Bauschatz, alltså ungefär ”sam-öla”.
Bauschatz föreslog 1976 att termen reflekterar en hednisk ritual som hade en "stor religiös signifikans i de tidiga germanernas kultur".
Enligt Bauschatz ägde ritualen alltid rum inomhus, vanligtvis i en hövdings mjödhall. Sumbel skall ha involverat en typ av ritual som var mer allvarligt menad än vanligt drickande eller firande. De huvudsakliga elementen bestod av drickande av öl eller mjöd från ett dryckeshorn, tal (ofta med formaliserat skryt och svärande av eder) och givande av gåvor. Ätande och festande var exkluderat från en sumbel och ingen alkohol sattes av till gudarna som offer.
Beskrivningar av sumbel finns bevarade till exempel i det anglosaxiska Beowulfskvädet (rad 489-675 och 1491-1500), i Lokasenna och Heimskringla och i Fagrskinna.